# Привільне (Курманський район)
Приві́льне (до 1948 року — Коджамба́к, крим. Qocambaq) — село Курманського району Автономної Республіки Крим.
За даними сільради на 2009 рік, село займало площу 35 гектарів, на якій у 40 дворах проживало 106 осіб.
Відстань від райцентру до населеного пункта становить 53 кілометрів по прямій.

## Населення
Згідно з переписом УРСР 1989 року чисельність наявного населення села становила 262 особи, з яких 122 чоловіки та 140 жінок.
За переписом населення України 2001 року в селі мешкали 134 особи.

### Мова
Розподіл населення за рідною мовою за даними перепису 2001 року:
| Мова              | Відсоток |
| ----------------- | -------- |
| українська        | 38,81 %  |
| російська         | 36,57 %  |
| кримськотатарська | 18,66 %  |
| молдовська        | 2,24 %   |
| інші              | 3,72 %   |

## Історія
Перша згадка села Коджамак зустрічається у «Книзі подорожей» Евлії Челебі під 1667 роком:
«…поселення знаходяться в степу без дерев, без садів та виноградників. Весь народ тут топить бичачим, верблюжим і кінським гноєм, і вони постійно пахнуть гноєм. Вони збирають чималі урожаї. Одне кіле дає п'ятдесят-шістдесят кіле. Всі стіни їхніх будинків складені із земляної цегли та з широкої цегли з гною. А окрасою їх є брудна солома. Зате які міцні ці мури! Ці поселення знаходяться у степу і не мають води. Воду дістають коні бурдюками з колодязів у сто, сімдесят чи п'ятдесят куладжів, і напувають худобу і п'ють самі.»
В останній період Кримського ханства Джан Бак входив до кадилика Самарчик Перекопського каймаканства, у документах зустрічається в Камеральному Описі Криму… 1784 року.
За Відомістю про волостя і селища, в Євпаторійському повіті зі свідченням числа дворів і душ ... від 19 квітня 1806 в селі Коджай-бак було 24 двори, 140 кримських татар населення і 1 ясир.
У 1887 році в Каджанбаку на 1932 десятинах землі заснована німецька лютеранська колонія.
Згідно зі Списком населених пунктів Кримської АРСР по Всесоюзному перепису 17 грудня 1926 року, в селі Коджамбак було 47 дворів, з них 45 селянських, населення становило 206 осіб, з них 191 німець, 7 вірмен і 6 росіян, 2 записані у графі «інші», діяла німецька школа.
18 серпня 1941 року з села були депортовані німці.
18 травня 1948 року Указом Президії Верховної Ради РРФСР Коджамбак перейменували на Октябрське, а у 1953 році на Привільне.